# Pomi
Pomi (Remetemező en hongrois) est une commune roumaine du județ de Satu Mare, dans la région historique de Transylvanie et dans la région de développement du Nord-ouest.

## Géographie
La commune de Pomi est située à l'est du județ, à la limite avec le județ de Maramureș, dans la vallée alluviale de la Someș, sur la rive gauche de la rivière, à 35 km à l'est de Satu Mare, le chef-lieu du județ.
La municipalité est composée des quatre villages suivants (population en 2002) :
- Aciua (169) ;
- Bicău (187) ;
- Borlești (902) ;
- Pomi (1 116), siège de la commune.

## Histoire
La première mention écrite du village de Pomi date de 1407 sous le nom hongrois de Remethe. Aciua est cité dès 1344 et Bicău en 1394 tandis qu'il faut attendre 1584 pour voir apparaître Borlești.
La commune, qui appartenait au royaume de Hongrie, faisait partie de la principauté de Transylvanie et elle en a donc suivi l'histoire. Après avoir appartenu aux Drágfi pendant le Moyen Âge, les villages devinrent la possession des Károlyi au XVIIIe siècle. Ceux-ci favorisèrent l'implantatino de colons germaniques, notamment dans le village de Borlești.
Après le compromis de 1867 entre Autrichiens et Hongrois de l'empire d'Autriche, la principauté de Transylvanie disparaît et, en 1876, le royaume de Hongrie est partagé en comitats. Pomi intègre le comitat de Szatmár (Szatmár vármegye).
À la fin de la Première Guerre mondiale, l'Empire austro-hongrois disparaît et la commune rejoint la Grande Roumanie au traité de Trianon.
En 1940, à la suite du deuxième arbitrage de Vienne, elle est annexée par la Hongrie jusqu'en 1944, période durant laquelle sa communauté juive est exterminée par les nazis. Elle réintègre la Roumanie après la Seconde Guerre mondiale au traité de Paris en 1947.

## Politique
| Période                                  | Période  | Identité    | Étiquette | Qualité |
| ---------------------------------------- | -------- | ----------- | --------- | ------- |
| Les données manquantes sont à compléter. |          |             |           |         |
| 2008                                     | 2016     | Vasile Lang | PSD       |         |
| 2016                                     | En cours | Ioan Grad   | PNL       |         |

| Parti | Parti                                                 | Sièges |
| ----- | ----------------------------------------------------- | ------ |
|       | Alliance des libéraux et démocrates (ALDE)            | 3      |
|       | Parti national libéral (PNL)                          | 3      |
|       | Parti social-démocrate (PSD)                          | 3      |
|       | Indépendant                                           | 1      |
|       | Union nationale pour le progrès de la Roumanie (UNPR) | 1      |

## Religions
En 2002, la composition religieuse de la commune était la suivante :
- Chrétiens orthodoxes, 80,62 % ;
- Grecs-Catholiques, 16,21 % ;
- Catholiques romains, 0,96 % ;
- Pentecôtistes, 0,96 %.

## Démographie
La commune a subi un très fort exode rural depuis les années 1960 et a ainsi perdu la moitié de sa population.
En 1910, à l'époque austro-hongroise, la commune comptait 3 487 Roumains (84,13 %) et 642 Hongrois (15,49 %).
En 1930, on dénombrait 3 468 Roumains (87,11 %), 277 Allemands (6,96 %), 141 Juifs (3,54 %), 49 Tsiganes (1,23 %) et 45 Hongrois (1,13 %).
En 2002, la commune comptait 2 354 Roumains (99,15 %), 7 Hongrois (0,29 %) et 7 Tsiganes (0,29 %). On comptait à cette date 910 ménages et 990 logements.
| 1880  | 1890  | 1900  | 1910  | 1920  | 1930  | 1941  | 1956  | 1966  |
| ----- | ----- | ----- | ----- | ----- | ----- | ----- | ----- | ----- |
| 3 628 | 3 694 | 3 982 | 4 145 | 3 860 | 3 981 | 4 208 | 4 150 | 3 802 |

| 1977  | 1992  | 2002  | 2007  | - | - | - | - | - |
| ----- | ----- | ----- | ----- | - | - | - | - | - |
| 3 588 | 2 604 | 2 374 | 1 252 | - | - | - | - | - |

## Économie
L'économie de la commune repose sur l'agriculture (céréales, pomme de terre, fourrages) et l'élevage.

## Communications

### Routes
Pomi est située sur la route régionale DJ193 qui relie Satu Mare avec le județ de Maramureș. La route DJ193B se dirige au sud vers Bârsău.

### Voies ferrées
Pomi est desservie par la ligne des chemins de fer roumains (Căile Ferate Române) Carei-Ardud-Șomcuta Mare.

## Lieux et monuments
- Pomi, église orthodoxe de 1864[8].
- Pomi, église grecque-orthodoxe de 1862[8].
- Pomi, château Ujfalussy[9].
- Pomi, manoir Tholdy, aujourd'hui une école[9].
- Aciua, église orthodoxe St Dimitri datant de 1862, classée monument historique[8],[10].
- Bicău, église orthodoxe des Sts Archanges Michel et Gabriel, datant de 1889, classée monument historique[8],[11].
- Borlești, église catholique romaine St Michel, datant de 1800, classée monument historique[8].
- Borlești, église orthodoxe St Basile le Grand, datant de 1827, classée monument historique[8].
- Borlești, église grecque catholique St Basile datant de 1855, classée monument historique[8].

## Personnalités
- Gavril Ștrempel (ro), (1926- ), historien, membre de l'Académie roumaine, né à Pomi.